# Vollersode
Vollersode is een gemeente in de Duitse deelstaat Nedersaksen. De gemeente maakt deel uit van de Samtgemeinde Hambergen in het Landkreis Osterholz.
Vollersode telt 2.881 inwoners.
- Gemeinsame Normdatei: 4351611-7
- Virtual International Authority File: 248253982

Axstedt · 
Grasberg · 
Hambergen · 
Holste · 
Lilienthal · 
Lübberstedt · 
Osterholz-Scharmbeck · 
Ritterhude · 
Schwanewede · 
Vollersode · 
Worpswede